# Centre des hautes études du ministère de l'Intérieur
Le Centre des hautes études du ministère de l'Intérieur (CHEMI) est un service rattaché au secrétaire général du ministère de l'Intérieur français. Par arrêté du 3 septembre 2020 le service à compétence nationale « Institut des hautes études du ministère de l'intérieur » est créé et reprend les missions du CHEMI.

## Présentation

### Origines
L'idée de créer le centre a été présentée dans le rapport de M. Alain Bauer, criminologue français spécialiste des questions de sécurité, remis le 23 mars 2008 au président la République Nicolas Sarkozy et au Premier ministre François Fillon, sous l'intitulé « Déceler-Étudier-Former : une nouvelle voie pour la recherche stratégique - Rapprocher et mobiliser les institutions publiques chargées de penser la sécurité globale ».
M. Émile Perez, inspecteur général de la police nationale, a contribué à l'émergence de l'idée dans ses fonctions de directeur de la police nationale. Mme Michèle Alliot-Marie, ministre de l'Intérieur, et ses directeurs de cabinet MM. Michel Bart et Michel Cadot ont donné corps à ce projet. Le projet fut ensuite confié à M. Henri-Michel Comet, secrétaire général du ministère de l'Intérieur, de l'Outre-mer et des Collectivités locales, et à M. Jean-Martin Jaspers, administrateur général, chargé de la préfiguration en mars 2009.
Le rapport de préfiguration, élaboré par M. Jaspers, a été approuvé par le 1er comité de pilotage ministériel en juin 2009.

### La nomination du premier directeur
Par décision du Premier ministre, M. François Fillon, et de M. Brice Hortefeux, ministre de l'Intérieur, de l'Outre-mer et des Collectivités locales, M. Jean-Martin Jaspers a été nommé le 17 décembre 2009 comme directeur du Centre des hautes études du ministère de l'Intérieur pour une durée de 3 ans.
M. Manuel Valls, alors ministre de l'Intérieur, a confirmé M. Jaspers dans ses fonctions pour un deuxième mandat de directeur en décembre 2012.
Les pouvoirs du directeur ont été précisés par l'appel à candidature passé par le secrétaire général du ministère de l'Intérieur le 13 septembre 2009.

## Le Comité de pilotage ministériel (COPIM)
Présidé par le ministre de l'Intérieur ou son représentant, le Comité de pilotage ministériel (COPIM) définit le programme annuel ainsi que les orientations stratégiques du CHEMI. Il est composé :
– du secrétaire général du ministère de l'Intérieur ;
– du directeur général de la gendarmerie nationale ;
– du directeur des libertés publiques et des affaires juridiques ;
– du directeur général de la police nationale ;
– du directeur général des collectivités locales ;
– du chef de corps de l'Inspection générale de l'administration ;
– du directeur général de la sécurité civile et de la gestion des crises ;
– du directeur de la modernisation de l'administration territoriale.

## Situation géographique du Centre et moyens mis en œuvre
Une grande partie des activités du Centre se déroule sur le site du campus crée en 2010, et agrandi en 2014 dans le fort de Charenton situé à Maisons-Alfort (Val-de-Marne).
Le Centre fédère de l'ordre de 300 formateurs et conférenciers, et a accès à l'ensemble des ressources de l'État. 
Le CHEMI déploie des séminaires d'études dans une vingtaine de sites chaque année dont le Sénat ou l'Assemblée Nationale, des organisations internationales comme Interpol ou Europol et des hautes écoles européennes spécialisées en affaires intérieures et de sécurité.

## La promotion annuelle

### La circulaire
Une circulaire du 12 avril 2010 du secrétaire général du ministère de l'Intérieur définit l'organisation de la promotion annuelle du Centre des Hautes Études du Ministère de l'Intérieur.
La 6e promotion a commencé son parcours avec 19 auditeurs en septembre 2015.

## Les Journées d'Études et de Réflexion
Le CHEMI développe, depuis février 2010, une formation de haut niveau au profit des cadres dirigeants civils et militaires du ministère de l'Intérieur. Elle s'opère notamment par les Journées d'Études et de Réflexion (JER) qui ont eu lieu dès le premier semestre à la demande du secrétaire général.
Certaines de ces Journées donnent lieu à la rédaction d'actes. 
1. (26 février 2010) : Quelle conduite du changement pour construire la France de 2015 ?
2. (26 mars 2010) : Quelles actions de l'Intérieur face à la mondialisation des menaces pour la sécurité intérieure ?
3. (30 avril 2010) : Quels impacts génère la réforme territoriale en France en 2010 ?
4. (21 mai 2010) : Comment gérer les implications du traité de Lisbonne et du programme de Stockholm ?
5. (25 juin 2010) : Quelles nouvelles places pour les religions et la laïcité dans notre société ?
6. (24 septembre 2010) : Comment renforcer la puissance maritime de la France et valoriser nos départements et territoires de l'Outre-mer ?
7. (29 octobre 2010) : Quels modes d'action de la gendarmerie face à l'évolution de la démographie et de la sociologie de la France ?
8. (26 novembre 2010) : Quelles actions de l'État pour l'environnement, un an après le sommet de Copenhague ?
9. (11 février 2011) : Quels nouveaux rôles impartis à l'État dans une économie mondialisée ?
10. (29 avril 2011) : Quelles synergies créées et à construire dans le cadre de la stratégie de sécurité nationale ?
11. (27 mai 2011) : La montée en puissance des agences européennes pour les Affaires intérieures et du Parlement européen
12. (17 juin 2011) : Quelles actions de l'Intérieur pour la construction des métropoles régionales ?
13. (28 octobre 2011) : Quels leviers d'action innovants de l'État pour soutenir la cohésion sociale ?
14. (25 novembre 2011) : Comment mieux exploiter pour l'État le potentiel des nouvelles technologies de l'information et de la communication ?
15. (20 janvier 2012) : Dialogue interne et souci de l'intérêt général : une stratégie gagnante
16. (24 février 2012) : La sécurité des grands événements sportifs
17. (3 avril 2012) : La stratégie de communication de la police nationale
18. (6 avril 2012) : Le management préfectoral dans le champ des ressources humaines
19. (25 mai 2012) : Les priorités préfectorales dans le champ des associations et fondations
20. (26 octobre 2012) : Le préfet de région
21. (23 décembre 2012) : La synergie entre la réforme de l'action publique et la nouvelle phase de décentralisation